# 五十鈴Elf
五十鈴ELF，是日本五十鈴汽車於1959年所推出的一款輕型貨車車型，車身重量為5.5噸以下。日本以外一般都稱作N系列。其主要競爭對手為日野Dutro、三菱扶桑Canter、豐田Dyna、日產Atlas和賓士Sprinter。
此車型是五十鈴旗下最受歡迎的車款，除了在日本本土發售外，也銷往亞洲多處國家和地區，包括香港、臺灣、中國、泰國、印尼、馬來西亞等等。另外自1980年代起，五十鈴ELF也在北美普及起來。

## 歷史
五十鈴ELF的出現是因為1933年日本發生昭和三陸地震，五十鈴響應日本政府號召研發卡車車型而起。其後經過近28年不斷改良，1959年五十鈴的輕型貨車正式面世，型號名為ELF。

### 第一代(1959-1968)

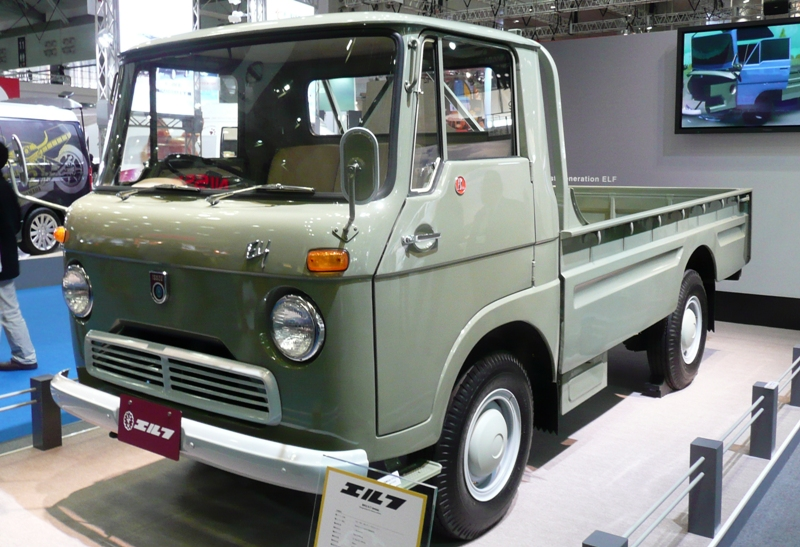
第一代ELF

1959年8月五十鈴成功推出ELF第一個模型。起先新車型配備了1500cc汽油引擎以及兩盞圓形車頭燈；1960年稍作改良，改為設有四個車頭圓燈，並改用2000cc柴油引擎。
其特別處為兩扇車門都是倒轉打開，而此等模式在第二代時已更改了。
此車主要買家都是以日本本土為主。

### 第二代(1968-1975)

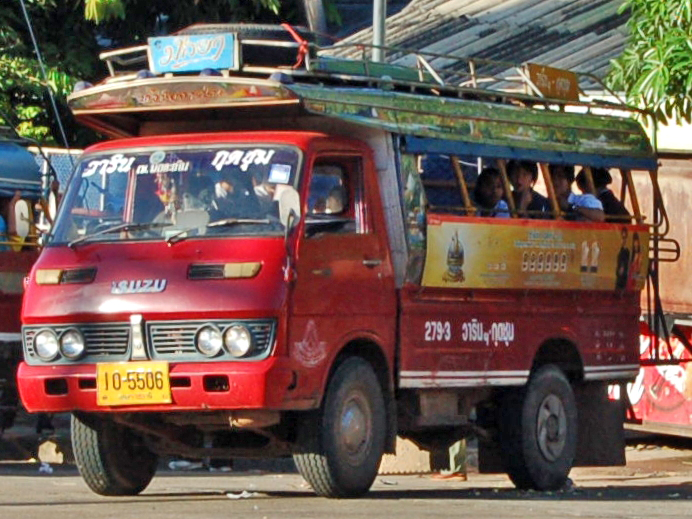
第二代ELF

在生產第一代差不多十年以後，1968年4月推出第二代ELF。車型繼續採用柴油引擎，排放量達2.4升；車頭駕駛室改以渾圓設計，車頭燈為四盞圓形。
與第一代比較，第二代ELF在車門方面作為更正，改回與其他車型一樣的打門方向。日後各版本皆跟隨。
第二代版本除了在日本本土銷售外，也開始出口到亞洲其他地方，諸如香港、泰國等等。

### 第三代(1975-1984)

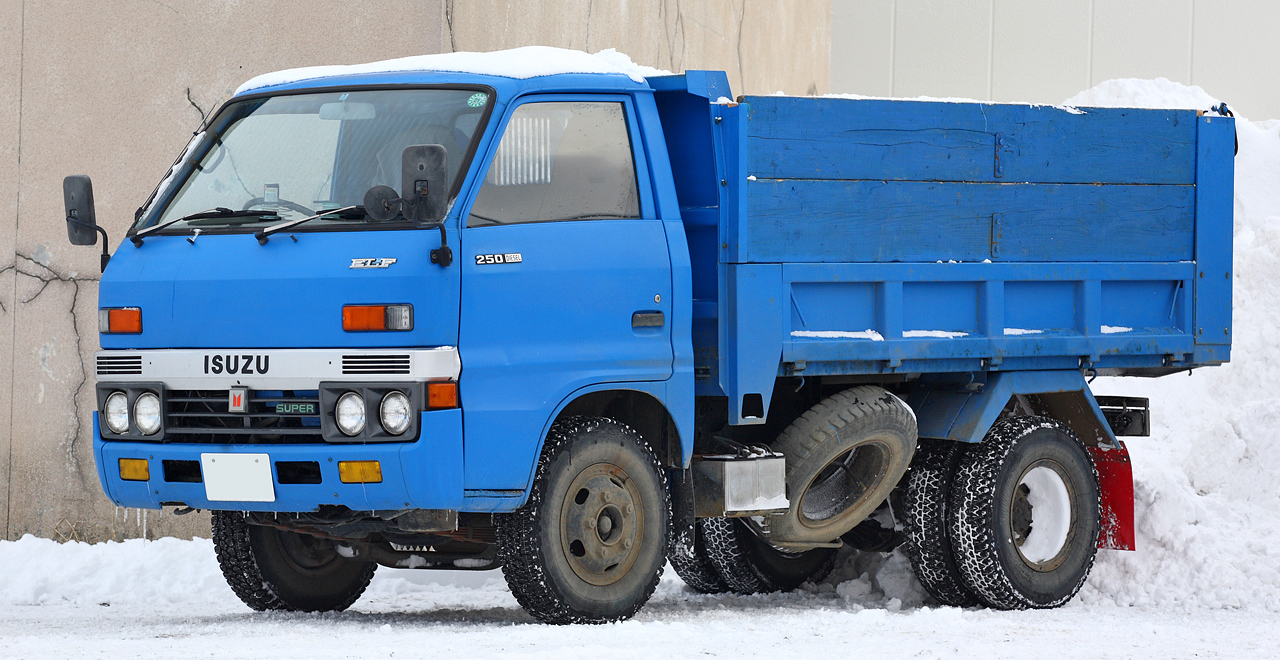
第三代ELF

首部第三代ELF是於1975年6月出台。這時整個驚駛室設計已有很大變化，四個圓形的車頭燈被保留，而車頭外形在渾圓之外還加上方形之味道。
第三代ELF引擎仍是柴油驅動，並因應日本政府對柴油引擎排放標準之修訂，於1979年1月和1983年3月兩度更改尾氣排放標準。
除了在日本，第三代ELF與上一代一樣，普遍獲得亞洲國家的採用，因此累計產量已達100萬台。

### 第四代(1984-1993)

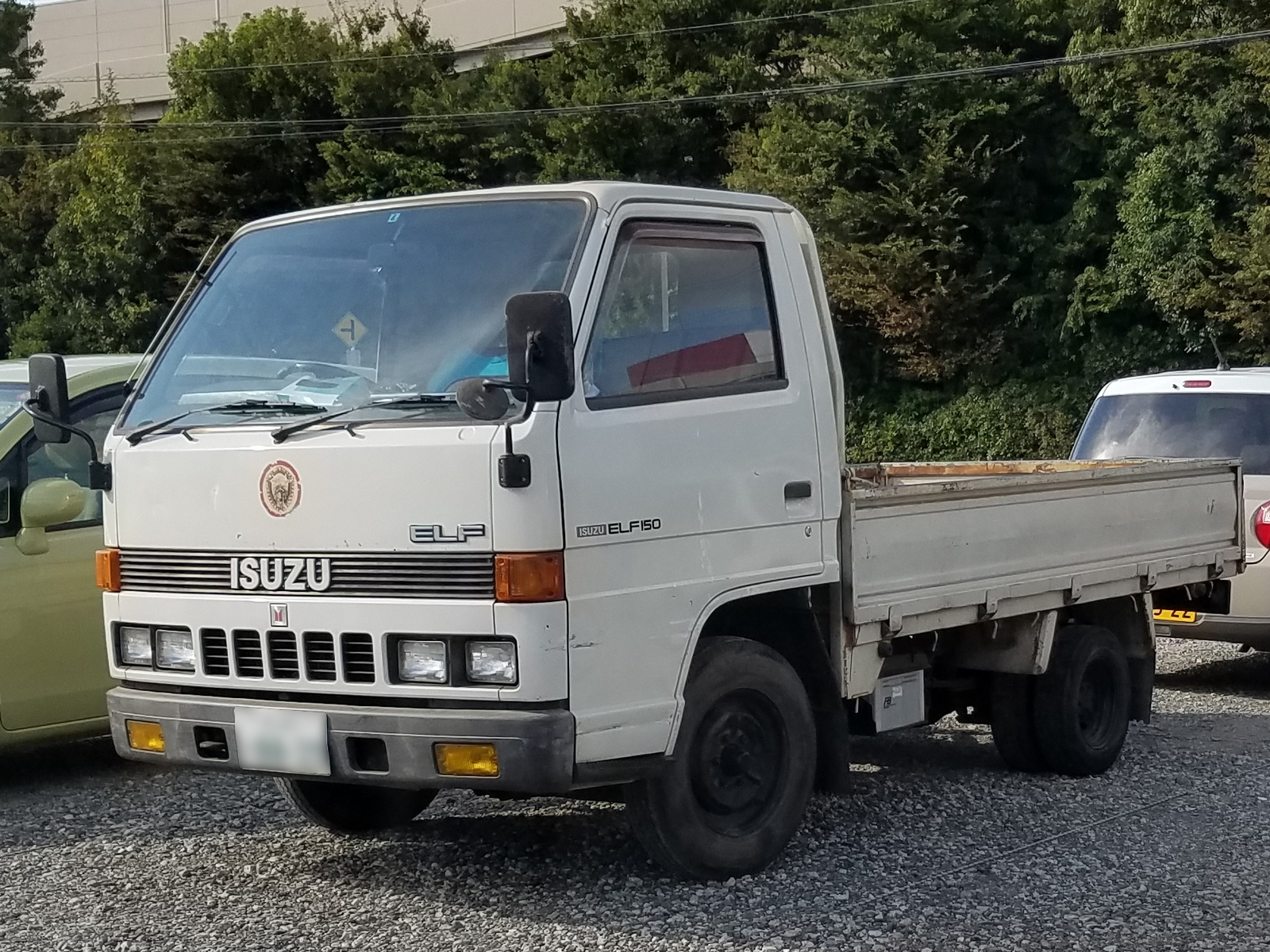
第四代ELF

1984年7月4日推出第四代ELF。整個驚駛室在設計上對比第三代變化更大，因為整個駕駛室放棄了渾圓設計，改為方形；與此同時車頭燈改為四個方形，而廠徽則放在一整個黑色橫條上。
原先其前水箱護罩是由五個四方形構成；1987年2月更改為兩個長方形。引擎方面則不變。至1990年6月又修改車頭燈形狀，也是改為兩個長方形。
第四代ELF對比前任售出數量更多。至1988年，累計產量已達200萬台。
第四代ELF也是五十鈴進軍中國市場時推出的車型之一。

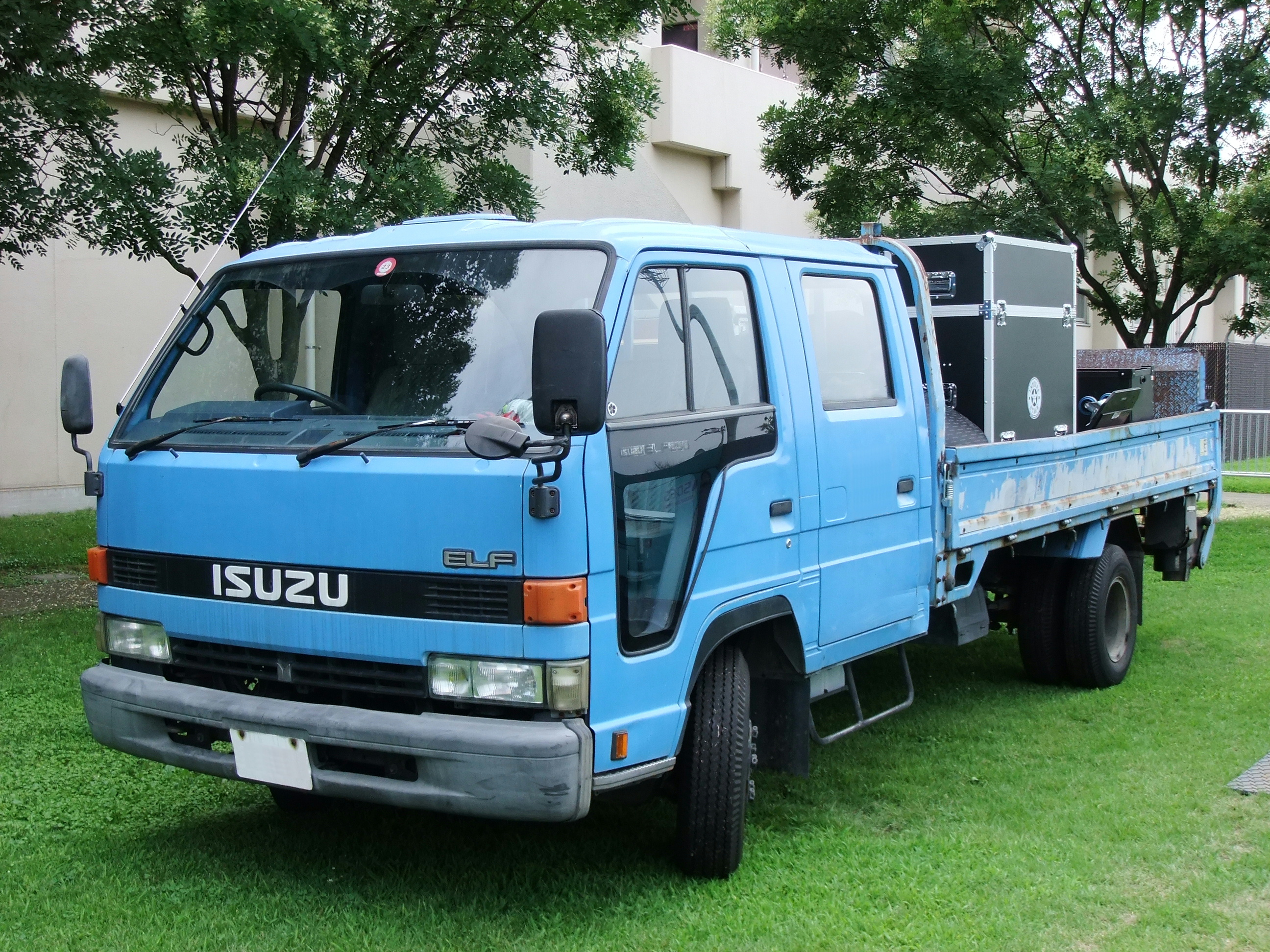
小改款

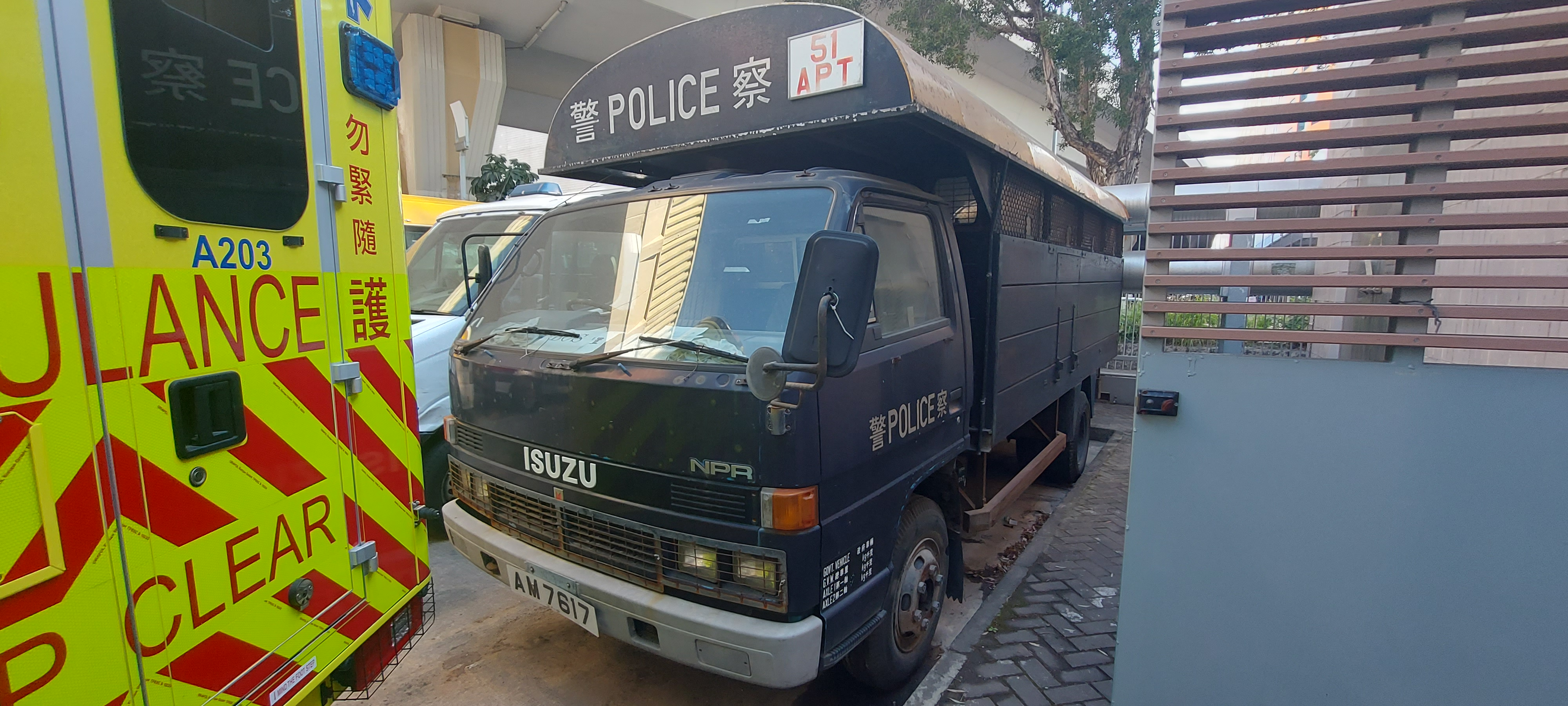
香港警察版本

### 第五代(1993-2006)

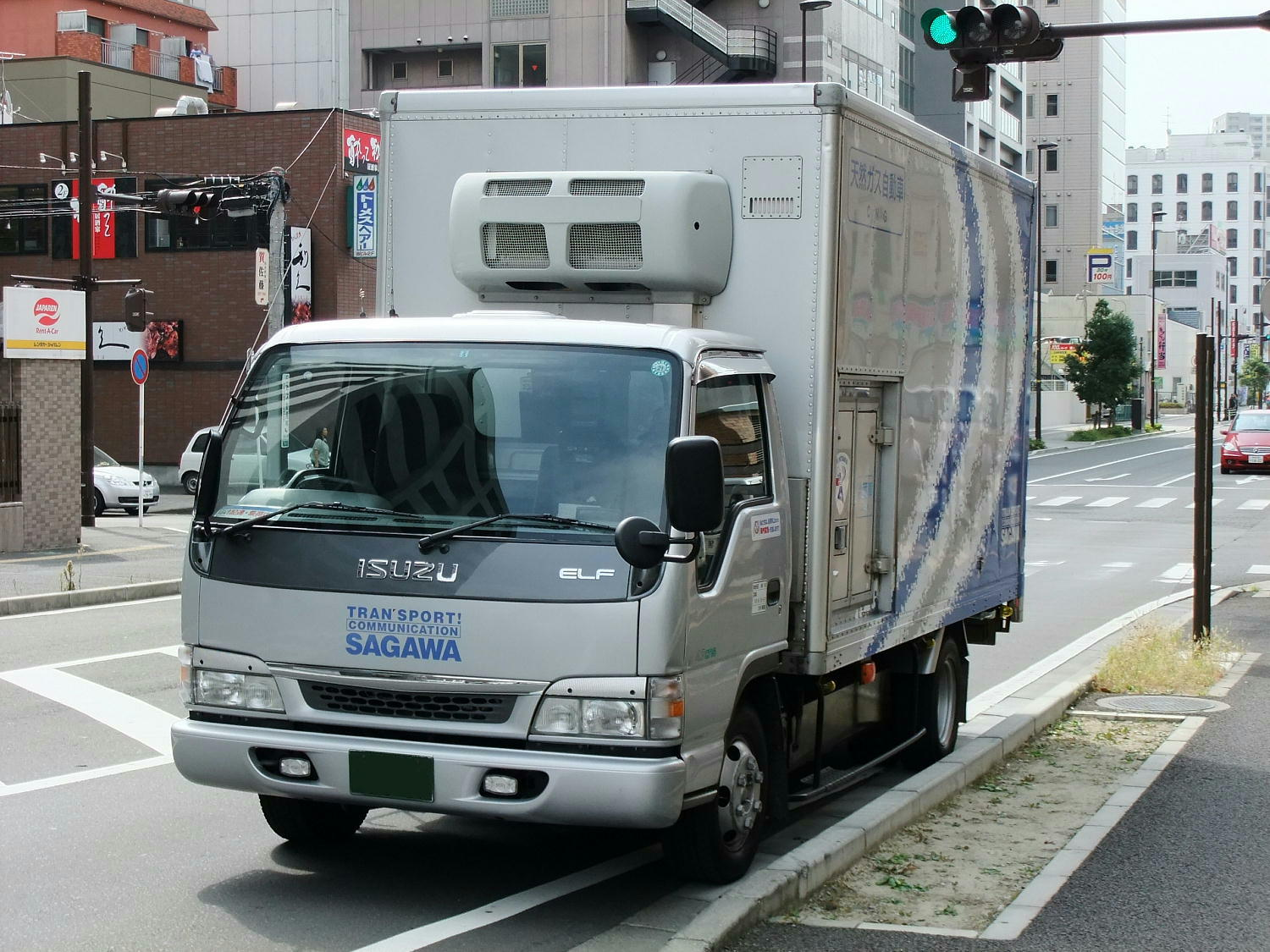
第五代ELF

1993年7月五十鈴再度推出第五代版本。這次車頭外形設計是在第四代基礎上稍作修改，包括車頭燈採用長方形，但在與前格柵之間則改為斜角。其方向指示燈則與車頭燈上下連在一起。至於廠徽則放於車頭擋風玻璃下。
而為了配合1994年排氣法規修訂，其柴油引擎也稍為更改。
至1995年6月，累計產量為300萬台。其銷售地點遍及整個亞洲。日本、香港、中國、馬來西亞、泰國、星加坡等買家舉目皆見。
在2002年此版本又在車頭上稍作改動，車頭燈收窄了長度，並加上一對斜線由擋風玻璃到防撞桿，以方便拆開車頭。

### 第六代(2006-2023)

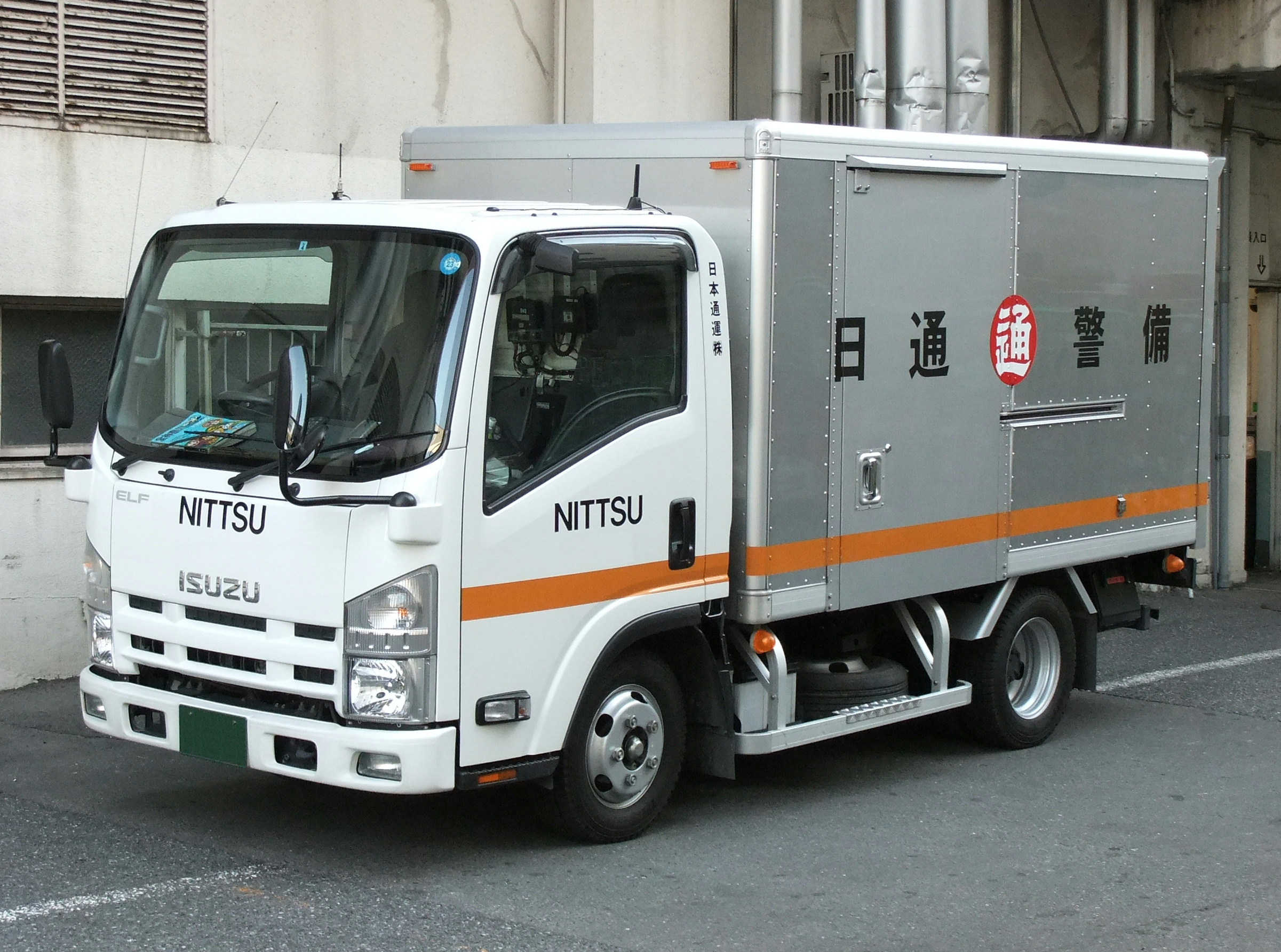
第六代ELF

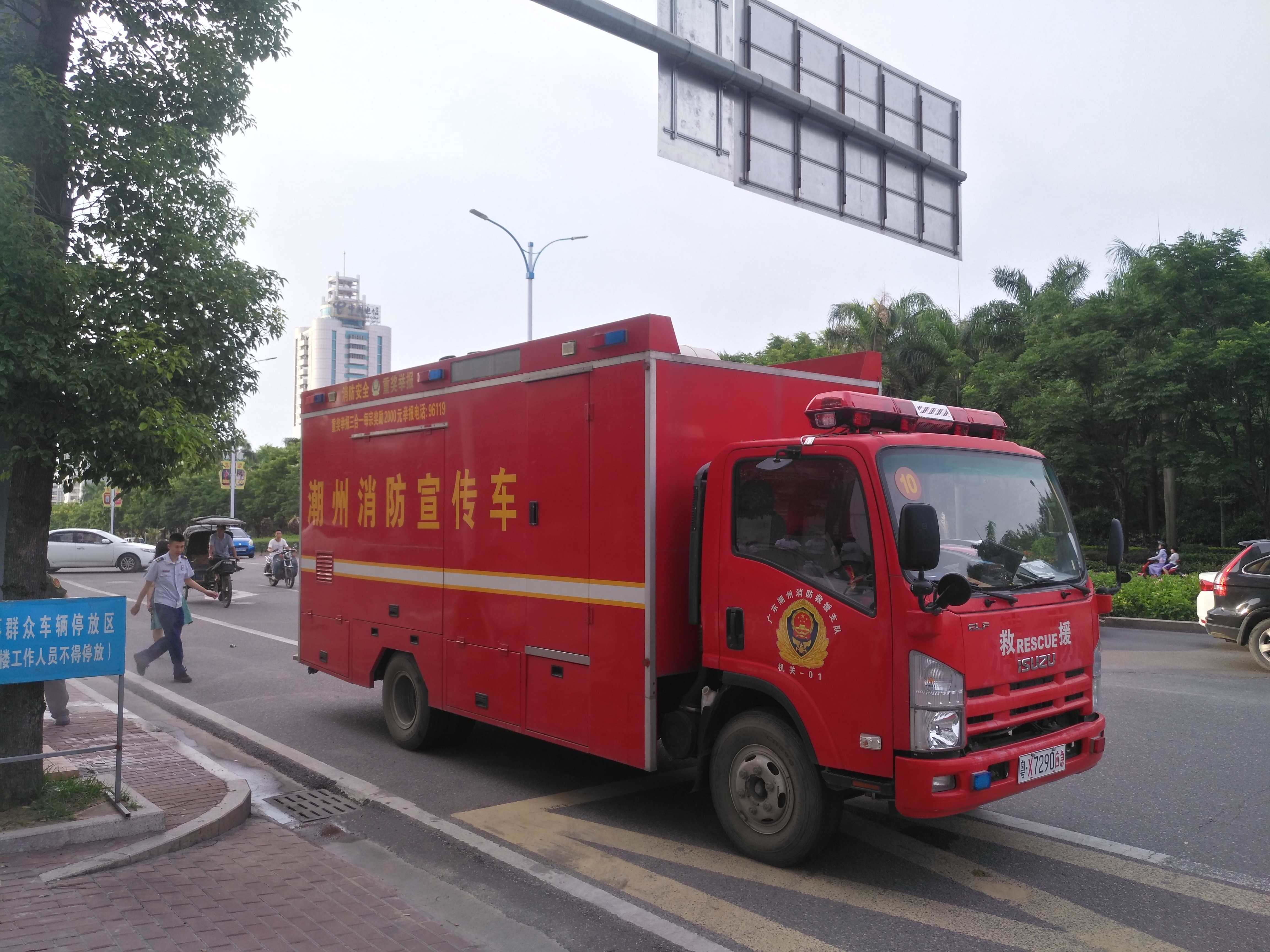
广东省潮州市消防宣传车

第六代ELF破天荒地把打開車門的拉門柄改為直線，有別於過去橫線設計。車頭燈則設有四個，但以直線排列。

### 第七代(2023-)
2023年3月7日於日本舉行的五十鈴世界首映上宣佈進行全面換代，同日正式發售。

## 外部連結
- 五十鈴Elf官方網站 (日本語) （页面存档备份，存于）